# Sławna restauracja
Słynna restauracja – francuski kolorowy film komediowy z 1966 z udziałem Louisa de Funès.

## Fabuła
Pan Septime (Louis de Funès) prowadzi ekskluzywną restaurację przy Polach Elizejskich w Paryżu. W jego lokalu można zjeść najbardziej wyszukane potrawy i być pewnym nienagannej obsługi. Do dyspozycji gości jest dwóch kierowników sal, sześciu kelnerów, znakomicie wyszkolonych i gotowych na każde skinienie szefa. Septime dyktuje niemieckiemu gościowi przepis na suflet ziemniaczany i satyrycznie zyskuje wówczas przypadkowe podobieństwo do Adolfa Hitlera. U Septime'a bywają baronowie, książęta, ministrowie, sekretarze stanu. Również bawiący z oficjalną wizytą we Francji prezydent pewnego południowoamerykańskiego państwa – Novales, ma zamiar zjeść tam kolację.
Septime przygotowuje się, by godnie powitać zapowiedzianego na wieczór gościa: jego lokal to wizytówka Francji, symbol tradycji francuskiego restauratorstwa. Niezbędna jest więc przeprowadzona incognito kontrola jakości pracy kelnerów. Szef pojawia się w restauracji w przebraniu, jako gość wyjątkowo uciążliwy. Swoim zachowaniem doprowadza wkrótce paru swych pracowników do załamania nerwowego, a wszelkie spostrzeżenia o ich uchybieniach zapisuje skrzętnie w czerwonym notesiku. Ponieważ kontrola wypada niepomyślnie, Septime organizuje na zapleczu przyspieszoną musztrę kelnerską, winnym zaś wymierza dotkliwe kary.
Kiedy nadchodzi oczekiwany wieczór i w lokalu pojawia się dostojny gość wraz z obstawą, obsługa gnie się w ukłonach, naprędce zorganizowana trzyosobowa orkiestra odgrywa nieco fałszywie dla prezydenta hymn państwowy, a na stół wędrują kolejne dania. Ukoronowaniem kolacji ma być specjalność zakładu – deser o nazwie piramida à la Septime. Deser jest płonący, więc aby goście mogli w pełni docenić kunszt kucharzy, na sali gasną światła. Gdy się ponownie zapalają, okazuje się, że dostojny gość zniknął. Sprawa staje się głośna, a skandal zagraża nie tylko dobrej sławie lokalu, ale również interesowi państwa.
Prowadząca śledztwo policja uważa, że polityk został uprowadzony. Funkcjonariusze sądzą, że Septime współpracował z porywaczami. Komisarz policji (Bernard Blier) grozi, że jeśli nie pomoże on w ujęciu sprawców, doprowadzi do zamknięcia lokalu. Wręcza restauratorowi zdjęcia kilku terrorystów, prosząc, żeby go powiadomił, jeżeli zauważy któregoś z nich. Zarazem komisarz obmyśla ryzykowny plan schwytania porywaczy i wykorzystuje do tego nieświadomego Septime'a. Własne poszukiwania rozpoczyna także piękna sekretarka porwanego prezydenta (Maria-Rosa Rodriguez). Wkrótce akcja pełna pościgów samochodowych przenosi się do zaśnieżonych francuskich Alp.

## Obsada
- Louis de Funès: pan Septime, właściciel restauracji
- Bernard Blier: komisarz policji
- Folco Lulli: prezydent Novales
- Maria-Rosa Rodriguez: Sophia, sekretarka prezydenta Novalesa
- Paul Préboist: kelner serwujący wina
- Venantino Venantini: Enrique, członek gangu
- Noël Roquevert: minister
- Raoul Delfosse: Marcel, szef kuchni
- Max Montavon: wiolonczelista
- Roger Caccia: pianista
- Pierre Tornade: pracownik restauracji
- Guy Grosso: kelner
- Michel Modo: mały Roger, kelner
- Juan Ramirez: generał
- Maurice Risch: kelner
- Jean Ozenne: odźwierny
- Jacques Dynam: kelner
- Olivier de Funès: mały Louis, siostrzeniec szefa kuchni
- Jacques Legras: policjant na mieście
- Albert Dagnan: konspirator
- Pierre Roussel: kelner
- Robert Dalban: konspirator
- Robert Destain: baron, klient restauracji
- France Rumilly: baronowa, klientka
- Jack Bérard: portier
- Jean Droze: kelner